# Tourdun
Tourdun é uma comuna francesa na região administrativa de Occitânia, no departamento de Gers. Estende-se por uma área de 6,95 km². Em 2010 a comuna tinha 127 habitantes (densidade: 18,3 hab./km²).